# Kamil Aliyev
Kamil Aliyev (en azéri :Kamil Müseyib oğlu Aliyev, né le 22 octobre 1921 à Erevan et mort le 1er mars 2005 à Bakou) est un artiste de tapis azerbaïdjanais, auteur de nombreux échantillons de tapis azerbaïdjanais, Peintre émérite de la RSS d'Azerbaïdjan (1968), Artiste du peuple de la RSS d'Azerbaïdjan (1980).

## Biographie
Kamil Aliyev est diplômé du Collège d'art d'État d'Azerbaïdjan. Aliyev  commence sa carrière en 1937, dans le laboratoire expérimental "Azerkhalcha" en tant que copieur. Ici, il travaillé avec Latif Kerimov. Il est participant de la Grande guerre patriotique.

## Œuvre
Le premier succès créatif de Kamil Aliyev est le tapis "Fuzuli", tissé en 1958 à l'occasion du 400e anniversaire de la mort du poète.
Kamil Aliyev est principalement connu comme l'auteur de portraits sur tapis. Il crée toute une série de peintures dédiées à de nombreuses personnes célèbres. L'utilisation par l'artiste du genre du portrait réaliste dans l'art du tissage de tapis est considérée comme le principal mérite d'Aliyev dans l'innovation des traditions de l'art décoratif et appliqué en Azerbaïdjan.

## Mémoire
Il y a une maison-musée de Kamil Aliyev à Bakou, avec un bas-relief de l'artiste installé sur le mur de l'immeuble. En 2011, des manifestations à l'occasion du 90e anniversaire de Kamil Aliyev et des expositions des œuvres de l'artiste sont organisées en Azerbaïdjan conformémént au décret du Président de l'Azerbaïdjan.